# جائزة كندا الكبرى 1967
جائزة كندا الكبرى 1967 هو سباق فورمولا 1 أقيم في أونتاريو، كندا. كان الثامن من أصل 11 في بطولة العالم لسباقات الفورمولا واحد موسم 1967. حلّ الأسترالي جاك برابهام أولا بينما جاء النيوزلندي ديني هولم في المركز الثاني وحصل على المركز الثالث الأمريكي دان جورني.

## الترتيب النهائي
|         | الترتيب | السائق         | النقاط |
| ------- | ------- | -------------- | ------ |
|         | 1       | ديني هولم      | 43     |
|         | 2       | جاك برابهام    | 34     |
| 1       | 3       | كريس أمون      | 20     |
| 1       | 4       | جيم كلارك      | 19     |
|         | 5       | بيدرو رودريغيز | 14     |
| المصدر: |         |                |        |